# Klattia stokoei
Klattia stokoei Guthrie és una espècie planta que pertany a la família de les iridàcies. És endèmica de Sud-àfrica a la província del Cap Occidental.

## Descripció
Klattia stokoei és un arbust perenne que fa entre 0,4 a 1 metres. Les seves fulles són en forma de ventall, dures i en forma d'espasa a les puntes de les branques. Quan floreix, porta raïms de flors vermelloses en forma de raspall entre bràctees de color vermell brillant. Creix a una altitud dels 450 als 1700 msnm, entre les pedres de les muntanyes de pedra sorrenca.

## Taxonomia
Klattia stokoei va ser descrita per Guthrie i publicat a Annals of the Bolus Herbarium 3: 75. 1921.
Etimologia
Klattia : nom genèric prové del botànic alemany Friedrich Wilhelm Klatt.
stokoei: epítet.